# Långtjärnen (Lycksele socken, Lappland, 718648-165478)
Långtjärnen är en sjö i Lycksele kommun i Lappland och ingår i Umeälvens huvudavrinningsområde.